# Radoslav Rančík
Radoslav Rančík (Košice, 6 ottobre 1979) è un ex cestista slovacco.

## Carriera
Fratello minore del più titolato Martin, Radoslav cresce cestisticamente negli Stati Uniti nei tornei della NCAA. Nel 2001 partecipa al Big Man Camp a La Ghirada. Inizia poi la carriera da professionista, dapprima in Francia, con diversi club, in secondo momento con i cechi del Nymburk, con i quali vince, dal 2005 al 2008, tre titoli nazionali. Nella stagione 2007-08 è stato protagonista in ULEB Cup con cifre ragguardevoli.
Nel 2008 viene ingaggiato dalla Benetton Treviso.

## Palmarès
- Campionato ceco: 6

ČEZ Nymburk: 2005-06, 2006-07, 2007-08, 2012-13, 2013-14, 2014-15
- Campionato slovacco: 1

Inter Bratislava: 2016-17
- Coppa della Repubblica Ceca: 3

ČEZ Nymburk: 2007, 2008, 2013
- Coppa di Slovacchia: 1

Inter Bratislava: 2016